# Karlheinz Rossbacher
Karlheinz Rossbacher (* 20. Juli 1940 in Waidegg) ist ein österreichischer Germanist.

## Leben
Rossbacher studierte Germanistik und Anglistik an den Universitäten Wien, Innsbruck und Salzburg und an der University of Kansas. Er wurde 1966 promoviert und habilitierte sich 1975 für Neuere deutsche Sprache und Literatur an der Universität Salzburg, wo er ab 1976 als außerordentlicher Universitätsprofessor lehrte. Im gleichen Jahr wurde er Leiter der Abteilung für Literatursoziologie und Rezeptionsforschung am Institut für Germanistik. 1980 bis 1982 war er Institutsvorstand. 1994 wurde er zum ordentlichen Universitätsprofessor am Fachbereich Germanistik der Universität Salzburg berufen und unterrichtete dort bis zu seiner Emeritierung 2008.
Rossbacher wurde 1971/1975 mit dem Theodor-Körner-Preis ausgezeichnet und 1975 mit dem Kardinal-Innitzer-Förderungspreis für Geisteswissenschaften.
Zu seinen Forschungsgebieten gehören unter anderem Deutschsprachige Literatur des 19. und 20. Jahrhunderts, Literatur und Sozialgeschichte, Rezeptionsforschung, Literatur und Zivilisationsprozess, Literatur und jüdische Assimilation sowie Heimat- und Kriminalliteratur.

## Schriften (Auswahl)
- Heimatkunstbewegung und Heimatroman. Zu einer Literatursoziologie der Jahrhundertwende. Stuttgart 1975, ISBN 3-12-392400-9.
- Literatur und Liberalismus. Zur Kultur der Ringstrassenzeit in Wien. Wien 1992, ISBN 3-224-16011-X.
- Literatur und Bürgertum. Fünf Wiener jüdische Familien von der liberalen Ära zum Fin de Siècle. Wien 2003, ISBN 3-205-99497-3.
- Worte und Klänge. Freund der Sprache, Nachbar der Musik. Wien 2019, ISBN 3-902850-17-5.